# Alchemilla ceroniana
Alchemilla ceroniana é uma espécie de rosácea do gênero Alchemilla, pertencente à família Rosaceae.